# Ninecer
Ninecer byl třetím faraonem 2. dynastie. Díky letopisným záznamům na Palermské desce víme o slavnostech, které se konaly za jeho panování, ale i o povstání (zřejmě v Dolním Egyptě), které vypuklo v třináctém roce jeho vlády. Podle Turínského královského papyru vládl nepravděpodobných 96 let, podle Manehta 47 let. Mohl vládnout někdy v letech 2810/2760–2767/2717 př. n. l.
V minulosti byla hrobka S2302 považována za jeho, jelikož zde bylo nalezeno mnoho pečetí s jeho jménem. Tato hrobka ve skutečnosti patřila úředníkovi Ruabenovi, který žil za vlády faraona Ninecera. Jeho pravá hrobka se nacházela blízkosti Venisovy pyramidy.

## Konec vlády
Je možné, že po jeho smrti vládli jeho dva synové odděleným územím Egypta. Sakkárský, Abydoský a Turínský královský seznam, všichni zmiňují jako jeho přímého nástupce krále Vadžnese a po něm krále Senedže. Další nástupci se liší v závislosti na zdrojích:
- Sakkárský a Turínský seznam zmiňují Neferkara I., Neferkasokara a Hudžefa I.

- Abydoský seznam zmiňuje Džadžaje (= Chasechemuej).

Pokud byl Egypt rozdělen již za vlády Senedže, králové jako Sechemib a Peribsen mohli vládnout Hornímu Egyptu, Senedž a jeho nástupci Dolnímu Egyptu. Za vlády Chasechemueje pak mohlo dojít k opětovnému sjednocení.
Podle egyptoložky Barbary Bell došlo za vlády Ninecera k ekonomickému úpadku, hladomoru a suchu a Ninecer rozdělil Egypt, daje trůn svým dvěma synům, kteří měli vládnout nezávislým územím, dokud hlad neskončí. Možné je, že k tomuto rozdělení došlo až po smrti faraona Venega.